# Без сліду
«Без сліду» (англ. Without a Trace) — американський телесеріал 2002—2009 років, поліційна драма про розслідування, які провадить спеціальний підрозділ ФБР із розшуку зниклих людей. 19 травня 2009 року телеканал CBS оголосив про закриття проєкту після семи сезонів.

## Сюжет
У центрі сюжету служба та особисте життя членів підрозділу ФБР — агентів Джека Мелоуна, Саманти Спейд, Вівіан Джонсон, Денні Тейлора та Мартіна Фіцджеральда; з четвертого сезону до основного складу приєдналася Елена Дельгадо.
Як правило, кожен епізод телесеріалу розповідає про пошуки однієї зниклої людини. Члени спецгрупи зазвичай мають жорстко обмежений час на розслідування зникнення.

## У ролях
- Ентоні Лапалья — Джек Мелоун
- Поппі Монтгомері — Саманта Спейд
- Меріанн Жан-Батист — Вівіан Джонсон
- Енріке Мурсіано — Денні Тейлор
- Ерік Клоуз — Мартін Фіцджеральд
- Розалін Санчес — Елена Дельгадо
- Ванесса Лі Честер — Дорі

## Список епізодів
| Сезони | Епізоди | Прем'єрний показ | Прем'єрний показ |
| Сезони | Епізоди | початок          | закінчення       |
| ------ | ------- | ---------------- | ---------------- |
| 1      | 23      | 26 вересня 2002  | 15 травня 2003   |
| 2      | 24      | 25 вересня 2003  | 20 травня 2004   |
| 3      | 23      | 23 вересня 2004  | 19 травня 2005   |
| 4      | 24      | 29 вересня 2005  | 18 травня 2006   |
| 5      | 24      | 24 вересня 2006  | 10 травня 2007   |
| 6      | 18      | 27 вересня 2007  | 15 травня 2008   |
| 7      | 24      | 23 вересня 2008  | 19 травня 2009   |